# Dommartin-lès-Remiremont
Pour les articles homonymes, voir Dommartin.
Dommartin-lès-Remiremont est une commune française de moyenne montagne et du piémont vosgien, située dans le département des Vosges, en Lorraine, dans la région administrative Grand Est. Ses habitants sont appelés les Picosés. Ce gentilé est partagé avec les voisins de Vecoux qui portent le nom de « Picosés sauvages ».
Située dans la confluence des rivières de la Moselle et de la Moselotte, Dommartin tire de cette zone humide une importante surface agricole et de nombreux ruisseaux. Elle compte également une vaste forêt sur ses reliefs et plusieurs sentiers de randonnée. Son économie et son histoire sont étroitement liées à la commune voisine de Remiremont dont elle fait partie de l'aire urbaine et reprend le nom. Positionnée aux portes des Hautes Vosges et du massif, elle est traversée par deux axes routiers très fréquentés notamment lors de la période hivernale qui profitent au tourisme local.
Depuis 2015, la maire est Catherine Louis, également présidente de communauté de communes de la Porte des Vosges Méridionales qui regroupe dix entités.

## Géographie

### Localisation
La commune, distante de 4,8 m de Remiremont et 4,2 m de Saint-Amé, occupe le piémont vosgien, côté ouest, dans le bassin de Remiremont, à l'entrée des hautes vallées de la Moselle et de la Moselotte en amont de leur confluence.
L'habitat y est dispersé avec plusieurs hameaux : Pont, Franould, la Poirie, etc. L'est de la commune est entièrement situé en zone montagneuse. L'altitude de la mairie se situe autour de 400 mètres.
| Saint-Étienne-lès-Remiremont | Saint-Amé                | Le Syndicat       |
| Saint-Étienne-lès-Remiremont | Dommartin-lès-Remiremont | Basse-sur-le-Rupt |
| Girmont-Val-d'Ajol           | Vecoux Rupt-sur-Moselle  | Vagney            |

### Géologie et Relief
Dommartin-lès-Remiremont est située à la fois sur le piémont vosgien et dans les premiers contreforts du vaste massif séparant les hautes vallées de la Moselle et de la Moselotte. La zone montagneuse est traversée par l'unique vallée du Moyenmont qui s'étire sur 3,5 km en direction de l'est depuis sa source à l'étang de la Besace. Un autre bras de la vallée prend sa source près du Col de Longeroye. Au nord du massif des Hats, de Moyenmont, de Houé et des Meules, le col de Cheneau sépare ce dernier du massif du Bélier.
La vallée est entourée de quelques sommets : le Moyenmont à 742 m, le Haut des Hats à 720 m et le Rocé Pré et ses étangs à 690 m. Au delà sur les limites de la commune et le massif sommital on trouve le Haut des Meules à 824 m et enfin le point culminant, la Tête de Houé, à 846 mètres d'altitude.
À l'ouest, de l'autre côté de la Moselle, Dommartin-lès-Remiremont possède une petite partie de territoire qui remonte le val de la Croisette et jouxte Rupt-sur-Moselle au niveau du Haut de la Beuille.
Le site du Massif vosgien, inscrit au titre de la loi du 2 mai 1930, regroupe 14 Schémas de cohérence territoriale (SCOT) qui ont tout ou partie de leur territoire sur le périmètre du massif des Vosges.
Hydrogéologie et climatologie : Système d’information pour la gestion des eaux souterraines du bassin Rhin-Meuse :
Territoire communal : Occupation du sol (Corinne Land Cover); Cours d'eau (BD Carthage),
Géologie : Carte géologique; Coupes géologiques et techniques,
 Hydrogéologie : Masses d'eau souterraine; BD Lisa; Cartes piézométriques.

### Sismicité
Commune située dans une zone de sismicité modérée.

### Hydrographie
La commune est située pour partie dans le bassin versant du Rhin au sein du bassin Rhin-Meuse et pour partie dans le bassin versant de la Saône au sein du bassin Rhône-Méditerranée-Corse. Elle est drainée par la Moselle, la Moselotte, le ruisseau de Franould, le ruisseau de la Croisette, le ruisseau de Pennecieres, le ruisseau du Thibieu et le ruisseau le Ravage,.
La Moselle, d’une longueur totale de 560 kilomètres, dont 315 kilomètres en France, prend sa source dans le massif des Vosges au col de Bussang et se jette dans le Rhin à Coblence en Allemagne.
La Moselotte prend sa source sur la commune de La Bresse, à 1 280 mètres d’altitude, entre Hohneck (1 363 mètres) et Kastelberg (1 350 mètres), à proximité des sources de la Vologne et de la Meurthe et de la Crête supérieure des Vosges. Elle se jette dans la Moselle au niveau de la commune de Saint-Étienne-lès-Remiremont.

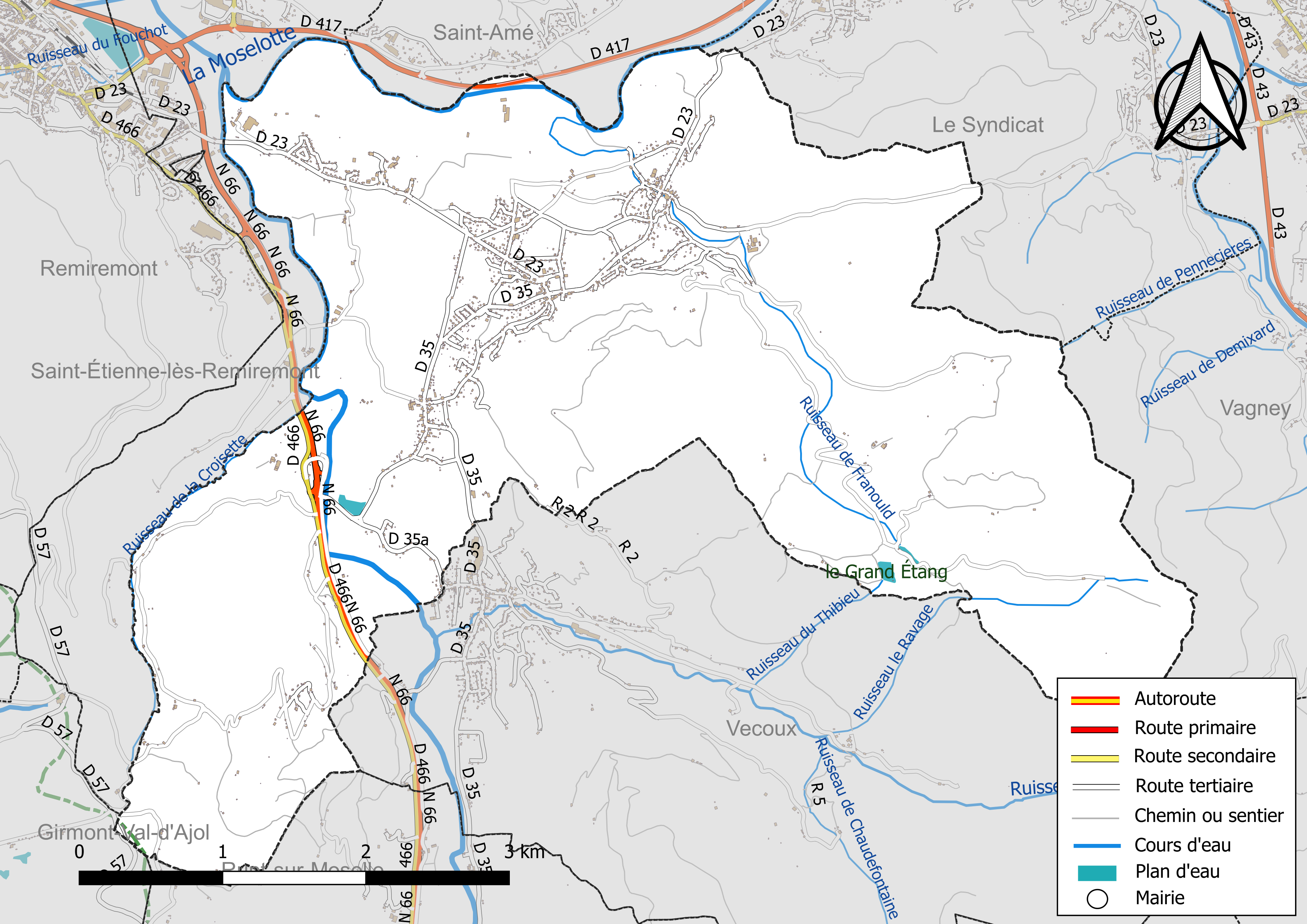
Réseaux hydrographique et routier de Dommartin-lès-Remiremont.

La qualité des eaux de baignade et des cours d’eau peut être consultée sur un site dédié géré par les agences de l’eau et l’Agence française pour la biodiversité.
Le syndicat intercommunal d'assainissement du Haut-des-Rangs couvre un territoire de cinq communes : Rupt-sur-Moselle, Vecoux, Dommartin-lès-Remiremont, Saint-Amé, Le Syndicat.

### Climat
Pour des articles plus généraux, voir Climat du Grand Est et Climat des Vosges.
En 2010, le climat de la commune est de type climat de montagne, selon une étude du Centre national de la recherche scientifique s'appuyant sur une série de données couvrant la période 1971-2000. En 2020, Météo-France publie une typologie des climats de la France métropolitaine dans laquelle la commune est exposée à un climat semi-continental et est dans la région climatique  Vosges, caractérisée par une pluviométrie très élevée (1 500 à 2 000 mm/an) en toutes saisons et un hiver rude (moins de 1 °C). 
Pour la période 1971-2000, la température annuelle moyenne est de 9,3 °C, avec une amplitude thermique annuelle de 16,7 °C. Le cumul annuel moyen de précipitations est de 1 715 mm, avec 13,3 jours de précipitations en janvier et 11,5 jours en juillet. Pour la période 1991-2020, la température moyenne annuelle observée sur la station météorologique de Météo-France la plus proche, « Vagney », sur la commune de Vagney à 6 km à vol d'oiseau, est de 8,8 °C et le cumul annuel moyen de précipitations est de 1 472,7 mm. 
La température maximale relevée sur cette station est de 34,5 °C, atteinte le 25 juillet 2019 ; la température minimale est de −19,4 °C, atteinte le 20 décembre 2009,,. 
Les paramètres climatiques de la commune ont été estimés pour le milieu du siècle (2041-2070) selon différents scénarios d'émission de gaz à effet de serre à partir des nouvelles projections climatiques de référence DRIAS-2020. Ils sont consultables sur un site dédié publié par Météo-France en novembre 2022.

### Intercommunalité
Commune membre de la Communauté de communes de la Porte des Vosges Méridionales.

## Urbanisme

### Typologie
Au 1er janvier 2024, Dommartin-lès-Remiremont est catégorisée commune rurale à habitat dispersé, selon la nouvelle grille communale de densité à sept niveaux définie par l'Insee en 2022.
Elle appartient à l'unité urbaine de Remiremont, une agglomération intra-départementale regroupant six  communes, dont elle est une commune de la banlieue,,. Par ailleurs la commune fait partie de l'aire d'attraction de Remiremont, dont elle est une commune de la couronne,. Cette aire, qui regroupe 12 communes, est catégorisée dans les aires de moins de 50 000 habitants,.

### Occupation des sols
L'occupation des sols de la commune, telle qu'elle ressort de la base de données européenne d’occupation biophysique des sols Corine Land Cover (CLC), est marquée par l'importance des forêts et milieux semi-naturels (56,5 % en 2018), une proportion sensiblement équivalente à celle de 1990 (56 %). La répartition détaillée en 2018 est la suivante : 
forêts (56,4 %), prairies (29,7 %), zones agricoles hétérogènes (6,9 %), zones urbanisées (6,8 %), milieux à végétation arbustive et/ou herbacée (0,1 %). L'évolution de l’occupation des sols de la commune et de ses infrastructures peut être observée sur les différentes représentations cartographiques du territoire : la carte de Cassini (XVIIIe siècle), la carte d'état-major (1820-1866) et les cartes ou photos aériennes de l'IGN pour la période actuelle (1950 à aujourd'hui).

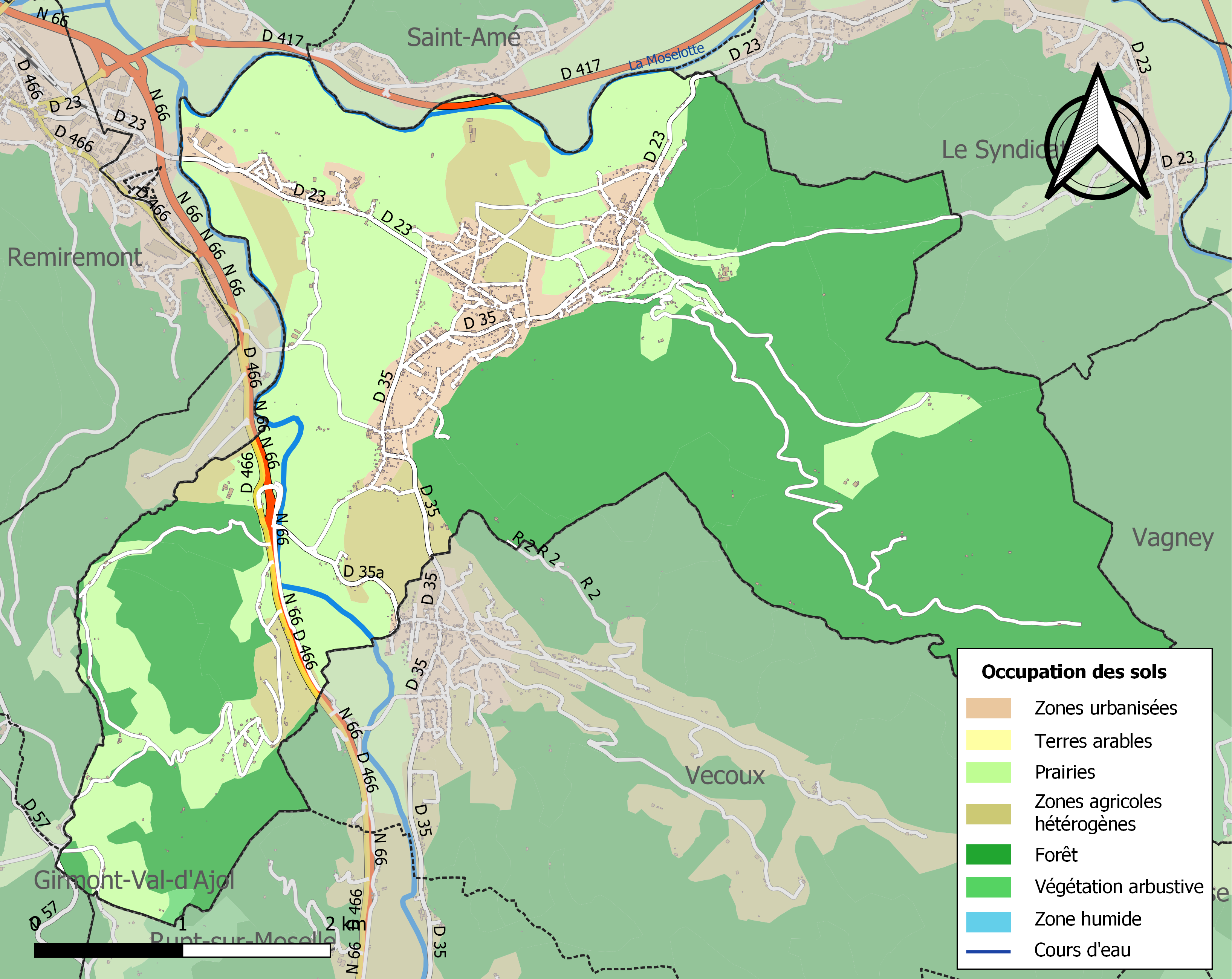
Carte des infrastructures et de l'occupation des sols de la commune en 2018 (CLC).

### Voies de communications et transports

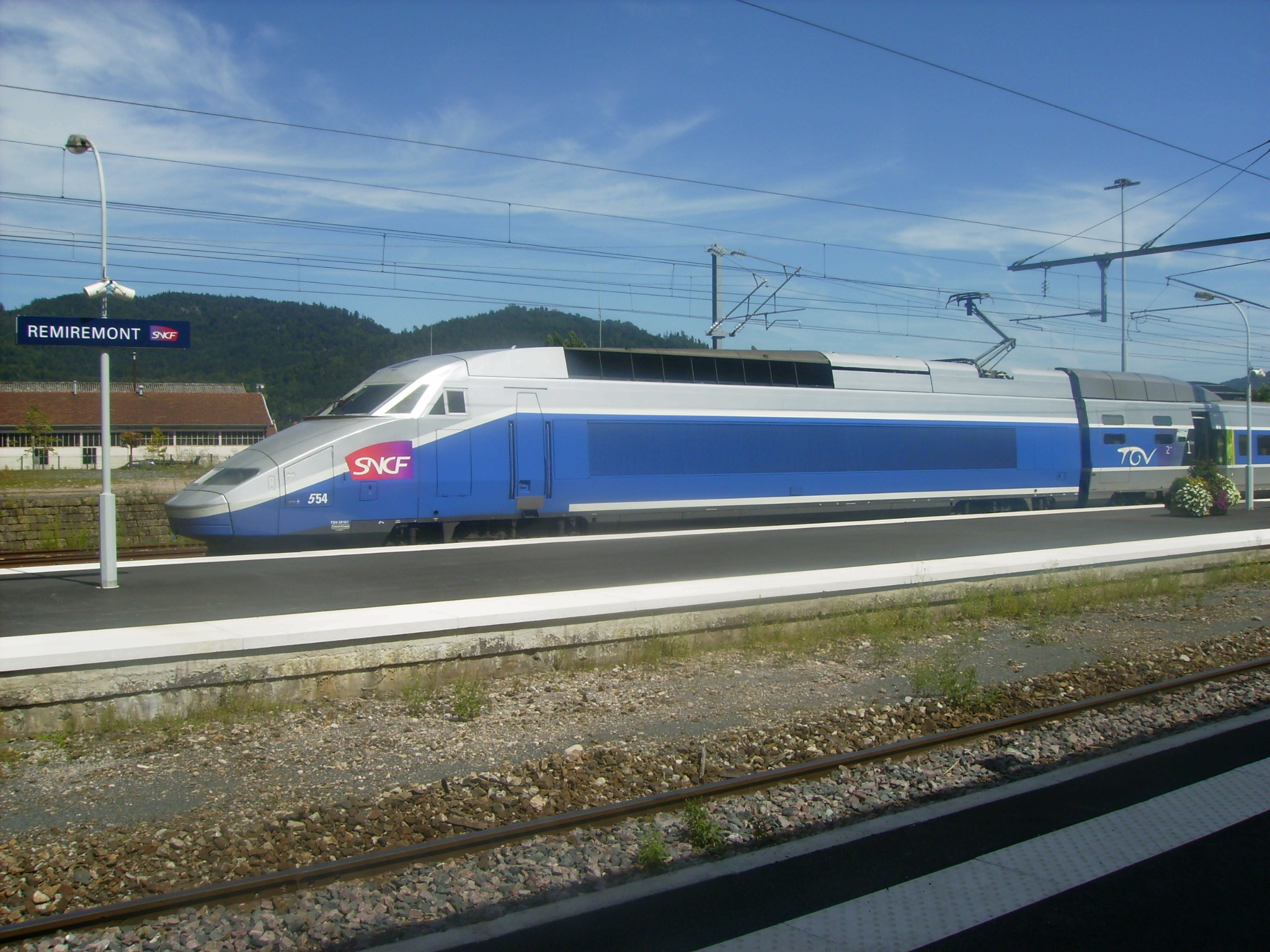
Gare desservie par le TGV et des trains TER Grand Est.

#### Voies routières
- Départementale 23 en direction de Remiremont et Saint-Amé[23].

#### Transports en commun
- Réseau régional de transports en commun « Fluo Grand Est »[24].
- Gare routière de Remiremont[25].

## Toponymie
Le nom de la localité est attesté sous les formes Theodericus de Domno Martino (1152) ; Dommartin près de Remiremont (1361) ; Dompmertin (1366) ; Dompmartin au dessux de Remiremont (1388) ; De Dompnomartino ante Romaricum montem (1402) ; Dommertin (1419) ; Dommartin devant Remiremont (1493) ; Dompmartin devant Remiremont (1545) ; Dommartin lez Remiremont (XVIe siècle).

Dommartin est un hagiotoponyme caché, issu du bas latin domnus et le nom  du saint Martinus : « saint Martin », qui était un ancien soldat romain ; devenu évêque, il a répandu le christianisme dans les zones rurales de la Gaule romaine.
La préposition « lès » permet de signifier la proximité d'un lieu géographique par rapport à un autre lieu. Il s'agit d'une localité qui tient à se situer par rapport à une ville voisine plus grande. La commune Dommartin indique qu'elle se situe près de Remiremont.

## Histoire
Le village tire son nom de l'église qui fut primitivement dédiée à saint Martin. Selon la tradition orale, lorsque les disettes affamèrent le pays avant la Révolution, les habitants de Dommartin, réduits à se nourrir d'herbes traversaient la Moselle pour aller cueillir de l'oseille dans la vallée de Celles. Ainsi s'expliquerait l'étymologie du gentilé Picosé (pique-oseille).
Dommartin était un hameau du ban de Longchamp, bailliage de Remiremont, et le centre d’une paroisse qui s’étendait sur la commune actuelle de Vecoux. Son église, dédiée à saint Laurent, était du diocèse de Saint-Dié, doyenné de Remiremont. La cure, régulière, était à la collation des bénédictins du Saint-Mont.
Les Kyriolés. Jusqu’à la Révolution, tous les  lundis de Pentecôte, huit paroisses dépendant du chapitre (Dommartin-lès-Remiremont, Ramonchamp, Rupt-sur-Moselle, Saint-Amé, Saint-Nabord, Saint-Étienne, Saulxures-sur-Moselotte et Vagney) envoyaient des jeunes filles qui se présentaient à l’église de Remiremont et y entonnaient des cantiques en français,.
La première scierie hydraulique à cadre horizontal de la Poirie s'implante sur le site en 1719 (autorisation accordée par le duc de Lorraine),.
En 1790, la commune est créée, incluse dans le canton de Remiremont et le district de Remiremont. En 1791, un arrêté du département réunit Pont à la municipalité de Dommartin. Le nom révolutionnaire, Martin-Libre, a été vite oublié.
Par décret du 10 février 1858, les deux sections de Vecoux et de Reherrey furent, sur leur demande et en raison de leur éloignement du centre du village, érigées en commune sous le nom de Vecoux.

## Politique et administration
| Période                                  | Période       | Identité                     | Étiquette | Qualité |
| ---------------------------------------- | ------------- | ---------------------------- | --------- | --- |
| Les données manquantes sont à compléter. |               |                              |           | |
|                                          | 1855          | Jean Mathieu Germain         |           | |
| 1855                                     |               | Jean Claude Benoît Gérard    |           | |
| Les données manquantes sont à compléter. |               |                              |           | |
|                                          | mai 1904      | Charles Paul Auguste Rosaye  |           | |
| mai 1904                                 | mai 1908      | Nicolas Joseph Emile Robert  |           | |
| mai 1908                                 | décembre 1919 | Charles Paul Auguste Rosaye  |           | |
| décembre 1919                            | après 1923    | Édouard Marie Joseph Vincent |           | |
| Les données manquantes sont à compléter. |               |                              |           | |
| 1995                                     | 2002          | Abel Mathieu (1931-2018)     |           | Receveur principal retraité. Historien et conférencier local. Correspondant local de la Liberté de l’Est durant de nombreuses années, |
| 2002                                     | 2005          | Jacques Relange (1936-2024)  | DVD       | Ingénieur EDF. Démissionnaire |
| 2005                                     | juin 2015     | René Poirson (1942-2021)     |           | Colonel en retraite, démissionnaire pour raison de santé                                                                              |
| juin 2015                                | en cours      | Catherine Louis              | DVD       | Conseillère départementale depuis 2015. Présidente de la Communauté de communes de la Porte des Vosges Méridionales (2020 → )         |

### Budget et fiscalité 2022

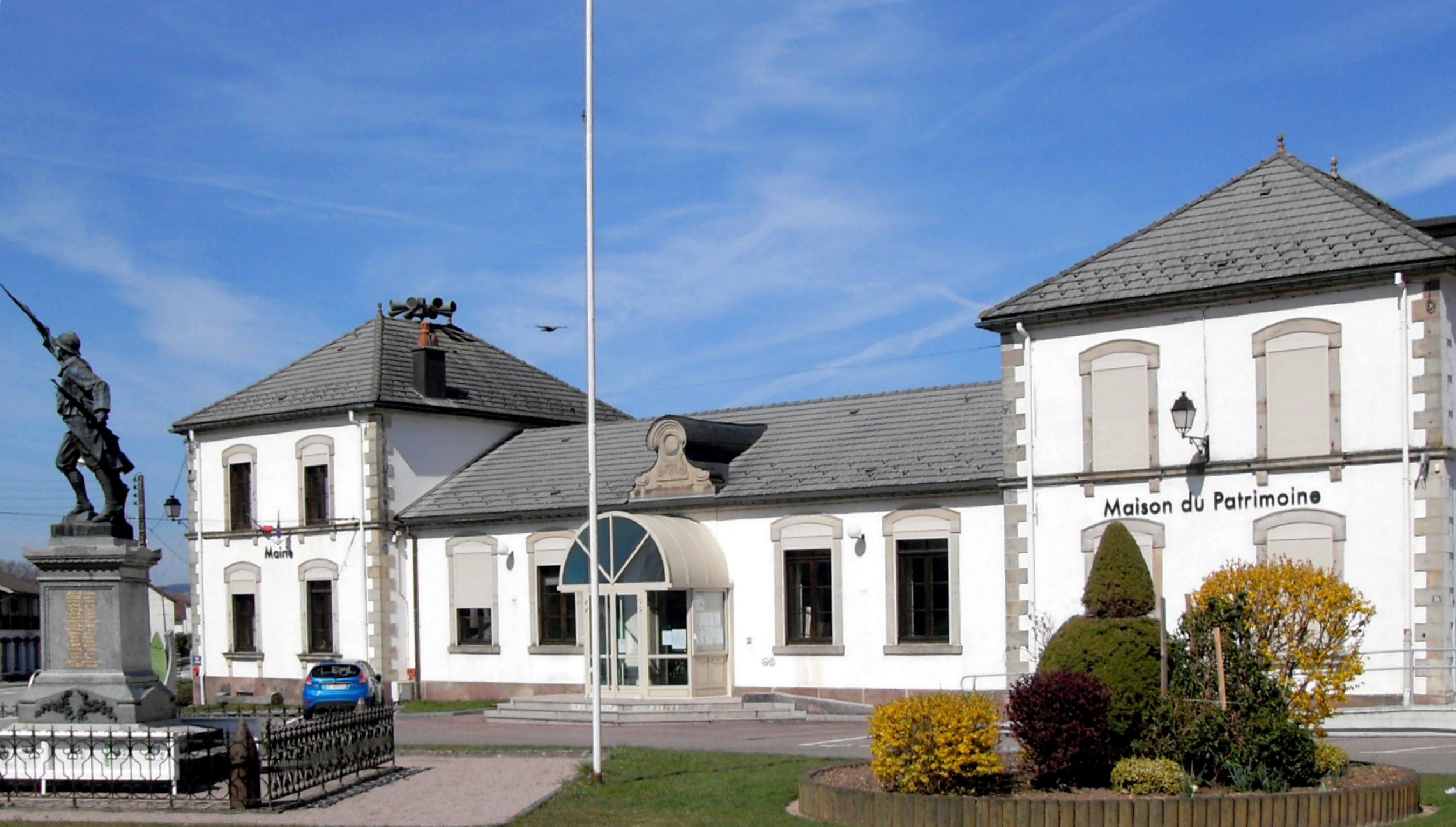
La mairie et la maison du patrimoine.

En 2022, le budget de la commune était constitué ainsi :
- Total des produits de fonctionnement : 1 401 000 €, soit 725 € par habitant ;
- Total des charges de fonctionnement : 1 398 000 €, soit 723 € par habitant ;
- Total des ressources d’investissement : 296 000 €, soit 153 € par habitant ;
- Total des emplois d’investissement : 766 000 €, soit 396 € par habitant ;
- Endettement : 1 660 000 €, soit 859 € par habitant.

Chiffres clés Revenus et pauvreté des ménages en 2021 : Médiane en 2021 du revenu disponible, par unité de consommation : 23 660 €.

## Population et société

### Démographie

#### Évolution démographique
L'évolution du nombre d'habitants est connue à travers les recensements de la population effectués dans la commune depuis 1793. Pour les communes de moins de 10 000 habitants, une enquête de recensement portant sur toute la population est réalisée tous les cinq ans, les populations de référence des années intermédiaires étant quant à elles estimées par interpolation ou extrapolation. Pour la commune, le premier recensement exhaustif entrant dans le cadre du nouveau dispositif a été réalisé en 2008.

En 2022, la commune comptait 1 900 habitants, en évolution de +0,37 % par rapport à 2016 (Vosges : −2,96 %, France hors Mayotte : +2,11 %).
| 1793  | 1800  | 1806  | 1821  | 1831  | 1836  | 1841  | 1846  | 1856  |
| ----- | ----- | ----- | ----- | ----- | ----- | ----- | ----- | ----- |
| 1 608 | 1 601 | 1 881 | 2 167 | 2 392 | 2 393 | 2 425 | 2 405 | 1 307 |

| 1861  | 1866  | 1876  | 1881  | 1886  | 1891  | 1896  | 1901  | 1906  |
| ----- | ----- | ----- | ----- | ----- | ----- | ----- | ----- | ----- |
| 1 277 | 1 265 | 1 208 | 1 188 | 1 163 | 1 122 | 1 130 | 1 102 | 1 108 |

| 1911  | 1921  | 1926  | 1931  | 1936  | 1946  | 1954  | 1962 | 1968  |
| ----- | ----- | ----- | ----- | ----- | ----- | ----- | ---- | ----- |
| 1 087 | 1 060 | 1 071 | 1 052 | 1 031 | 1 028 | 1 021 | 958  | 1 156 |

| 1975  | 1982  | 1990  | 1999  | 2006  | 2008  | 2013  | 2018  | 2022  |
| ----- | ----- | ----- | ----- | ----- | ----- | ----- | ----- | ----- |
| 1 429 | 1 661 | 1 763 | 1 800 | 1 840 | 1 853 | 1 835 | 1 895 | 1 900 |

### Enseignement
Établissements d'enseignements:
- École maternelle[45],
- École primaire[46],
- Collèges à Remiremont[47],
- Lycées à Remiremont.

### Santé
Professionnels et établissements de santé :
- Médecins à Dommartin-lès-Remiremont, Saint-Amé, Saint-Étienne-lès-Remiremont,
- Pharmacies à Dommartin-lès-Remiremont, Saint-Amé, Saint-Étienne-lès-Remiremont,
- Centre hospitalier de Remiremont, et Cornimont, Épinal.

### Cultes
- Culte catholique : paroisse Saint-Amé-des-Trois-Vallées[49], diocèse de Saint-Dié.

## Économie

### Entreprises et commerces

#### Agriculture
- Gîte rural et exploitation agricole[50].

#### Tourisme
- Bar, restaurants[51] et pizzeria[52].
- Auberge[53].
- Gites ruraux[54], chambres d'hôtes[55].

#### Commerces et services
- Commerces et services de proximité[56].

## Culture locale et patrimoine

### Lieux et monuments

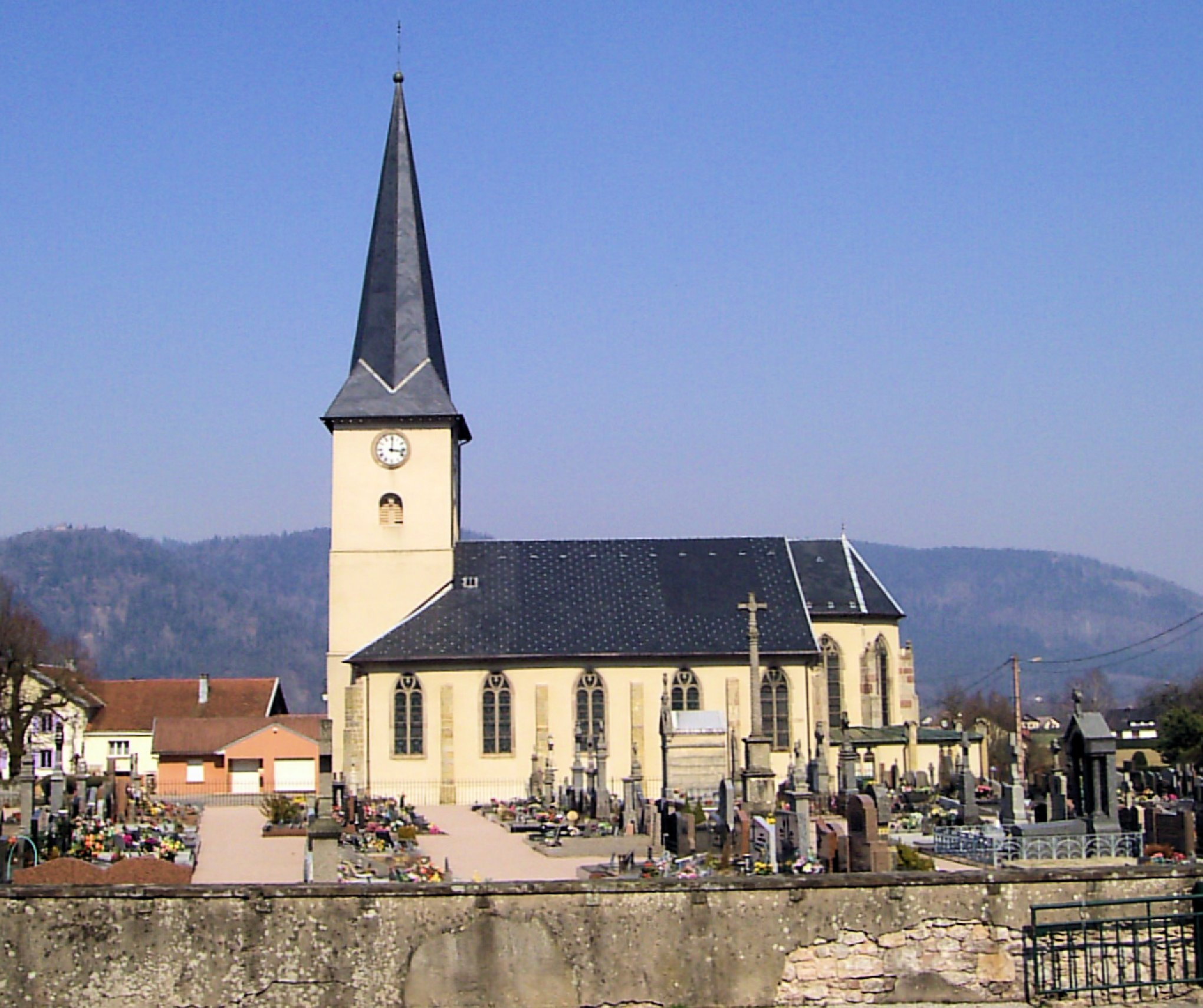
L'église Saint-Laurent.
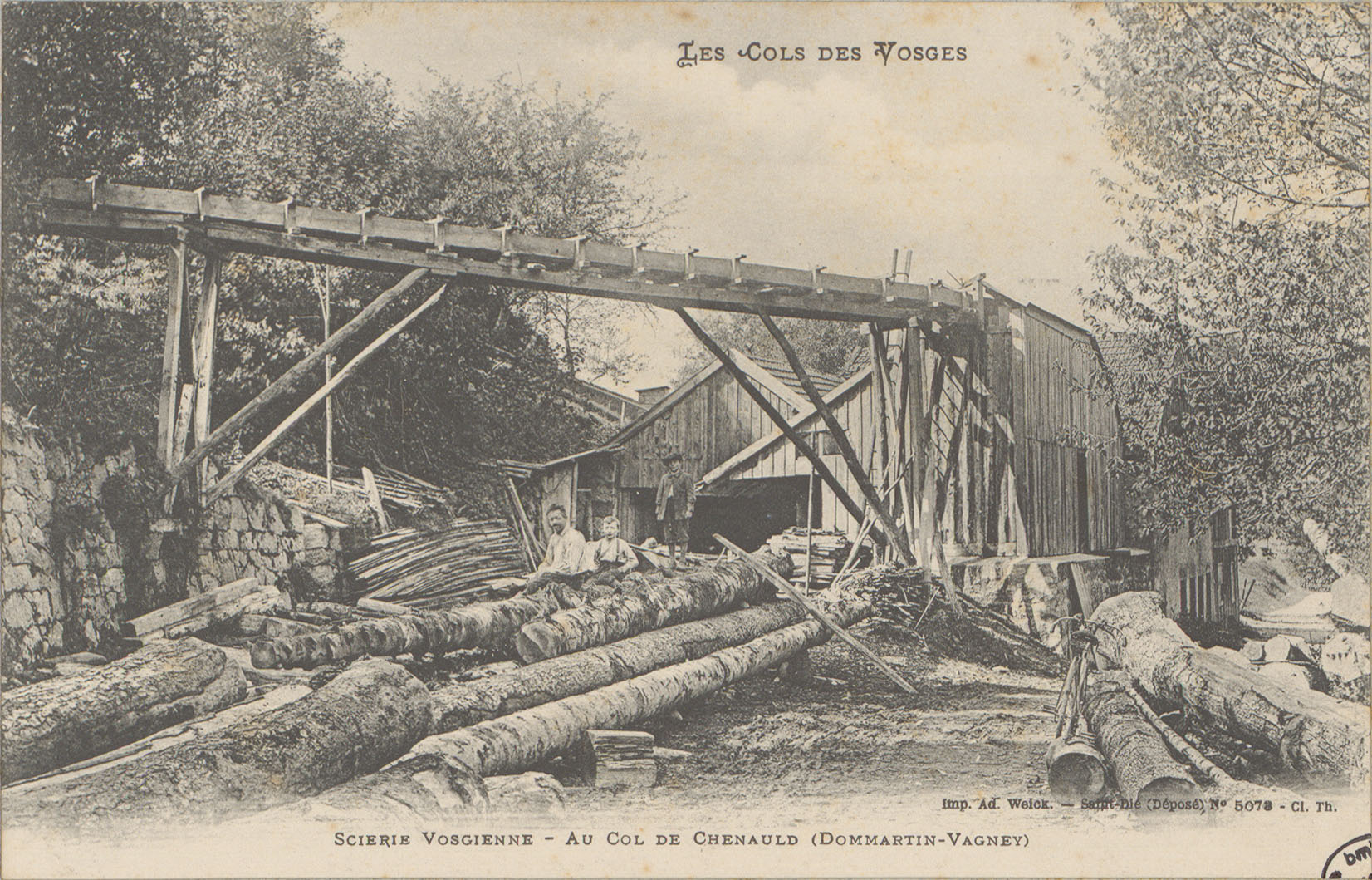
Scierie vosgienne, Au Col de Chenauld.
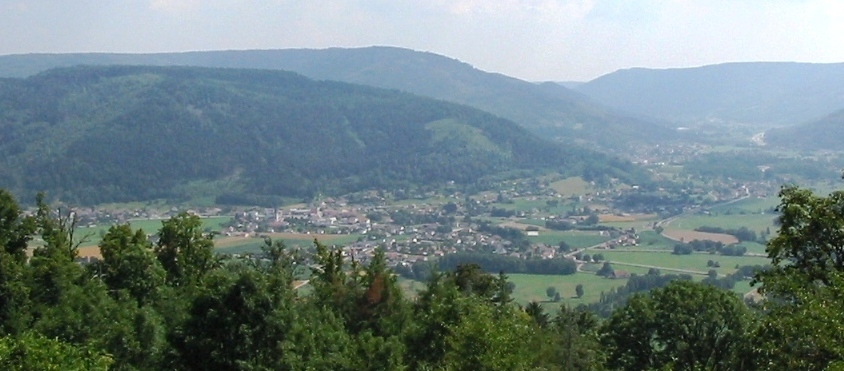
Vue générale.

Patrimoine religieux :
- Église Saint-Laurent[57], agrandie à plusieurs reprises au fil des siècles, et son orgue[58],[59].
- Les biens provenant du prieuré du Saint-Mont : 
  - buste-reliquaire : sainte Claire[60] ;
  - reliquaire[61] ;
  - croix de procession[62] ;
  - statue : Vierge à l'Enfant dite Notre-Dame de Mai[63],[64]
- Douze croix de chemin[65].
- Le monument aux morts Le Poilu victorieux[66],[67].
- Cimetière[68].

Autres patrimoines :
- La mairie et la maison du patrimoine.
- Étang de la Besace, Les roches de Mortevieille[69].
- Scierie hydraulique à cadre horizontal[70].
- Le Domaine de l'Abbaye du Saint-Mont : Métairie de Dommartin dite «Maison des Moines»; Ferme de Rosepré; Ruine des Granges-Loui[71].

### Animations
- Foire aux pieds de cochons chaque dernier dimanche d'août.
- Les Sapins Barbus, festival de rock généralement mi-août.

### Personnalités liées à la commune
- Jean-Baptiste Houillon (1825-1871) né à Pont est un prêtre missionnaire qui fut exécuté à Paris par les Fédérés pendant la semaine sanglante.
- Michel François (1906-1981), membre de l'Institut, directeur de l'École des chartes[72].
- Abel Mathieu, historien local, auteur de nombreux ouvrages sur Dommartin, Remiremont et le Saint-Mont.
- Ambroise Gérard, ecclésiastique[73].
- Laurent Gérard, ecclésiastique[74]
- Christophe Toussaint, luthier, spécialiste de l'épinette des Vosges.
- Richard Rognet (1942-), poète habitant la commune ; il a obtenu en 2002 le Grand prix de Poésie de la Société des gens de lettres pour l'ensemble de son œuvre.
- Joseph Eugène Beaumont[75].

## Pour approfondir